# Give Me One Reason
«Give Me One Reason» es una canción escrita e interpretada por la cantautora estadounidense Tracy Chapman. Se incluyó en su cuarto álbum de estudio, New Beginning (1995), y se publicó como un sencillo en diferentes lugares entre noviembre de 1995 y marzo de 1997, siendo el primer lanzamiento desde "Dreaming on a World" de 1992. La canción es el mayor éxito de Chapman en Estados Unidos, llegando al número tres en el Billboard Hot 100. Además, alcanzó el número tres en Australia, donde también lideró las listas de Canadá e Islandia. La canción se clasificó en el puesto 16 en Nueva Zelanda en otros lugares, pero en el Reino Unido se clasificó en el puesto 95 en marzo de 1997.
Chapman interpretó por primera vez "Give Me One Reason" durante su gira de 1988, siete años antes de su lanzamiento.  También interpretó la canción en el episodio del 16 de diciembre de 1989 de Saturday Night Live.  Por la canción, Chapman ganó el premio Grammy a la Mejor Canción de Rock, y en los Premios Grammy de 1997, también fue nominada a Grabación del Año, Canción del Año y Mejor Interpretación Vocal Femenina de Rock.  El álbum recopilatorio A Very Special Christmas Live de 1999 contenía una versión de esta canción con Eric Clapton. Para promover el sencillo, se lanzó un video musical.

## Recepción de la crítica
Alan Jones de Music Week escribió: "Menos intenso y algo más relajado que su éxito de referencia Fast Car, combina perfectamente su estilo folk con cualidades tradicionales de R&B, letras inteligentes y esa voz vanguardista y distintiva. Escucha convincente".  Pitchfork dijo que la canción "se pavoneaba con una melodía de guitarra punteada que asentía con la cabeza y el contralto granulado de Chapman. Centrándose en una relación desequilibrada, cada verso se vuelve más frustrado por la falta de reciprocidad; luego, la banda entra en acción y las súplicas en su voz se vuelve catártica, rogando por una razón para quedarse sabiendo que no llegará". 